# Aurimas Didžbalis
Aurimas Didžbalis (Kaunas, 13 de junio de 1991) es un deportista lituano que compite en halterofilia.
Participó en los Juegos Olímpicos de Río de Janeiro 2016, obteniendo una medalla de bronce en la categoría de 94 kg. Ganó una medalla de plata en el Campeonato Mundial de Halterofilia de 2014 y tres medallas en el Campeonato Europeo de Halterofilia entre los años 2011 y 2017. Adicionalmente, obtuvo una medalla de plata en Mundial de 2017, que perdió posteriormente por dopaje.

## Palmarés internacional
| Juegos Olímpicos   | Juegos Olímpicos         | Juegos Olímpicos  | Juegos Olímpicos |
| Año                | Lugar                    | Medalla           | Categoría        |
| ------------------ | ------------------------ | ----------------- | ---------------- |
| 2016               | Río de Janeiro (Brasil)  | Medalla de bronce | 94 kg            |
| Campeonato Mundial |                          |                   |                  |
| Año                | Lugar                    | Medalla           | Categoría        |
| 2014               | Almaty (Kazajistán)      | Medalla de plata  | 94 kg            |
| 2017               | Anaheim (Estados Unidos) | DSC               | 94 kg            |
| Campeonato Europeo |                          |                   |                  |
| Año                | Lugar                    | Medalla           | Categoría        |
| 2011               | Kazán (Rusia)            | Medalla de bronce | 94 kg            |
| 2015               | Tiflis (Georgia)         | Medalla de oro    | 94 kg            |
| 2017               | Split (Croacia)          | Medalla de bronce | 94 kg            |